# Riho Sakamoto
Riho Sakamoto (坂本 理保, Sakamoto Riho), née le 7 juillet 1992, est une joueuse internationale de football japonaise.

## Biographie
Le 30 juillet 2017, elle fait ses débuts avec l'équipe nationale japonaise contre l'équipe d'Australie.

## Statistiques
Le tableau ci-dessous présente les statistiques de Riho Sakamoto en équipe nationale
| Équipe du Japon | Équipe du Japon | Équipe du Japon |
| Année           | Matchs          | Buts            |
| --------------- | --------------- | --------------- |
| 2017            | 1               | 0               |
| Total           | 1               | 0               |

## Palmarès
- Coupe du monde des moins de 20 ans :
  - Troisième en 2012
- Championnat du Japon :
  - Championne : 2014